# Scary Bitches
Scary Bitches - британський музичний гурт, створений у 1999 році. Музиканти гурту в своїй творчості дотримуються готичного стилю з елементами комедії і гротеска. 

## Історія
Членами-засновницями є Альма Геддон і DEADri Ranciid. Лірика гурту здебільшого стосується тем з фільмів жахів категорії B, таких як вампіри, перевертні, зомбі, канібалізм, некрофілія, або описує повсякденний досвід представників готичної сцени в жартівливій формі. Екстравагантні костюми учасників гурту розроблені театральним дизайнером Діном Бланкеллом. Гурт прокоментував: «Наші тексти торкаються багатьох незвичайних історій життя та смерті і можуть розсмішити деяких людей, але ми завжди наполягали на тому, що ми не комедійний гурт. 
У Великій Британії дебютний сингл Lesbian Vampyres from Outer Space досяг 4 місця в готик-чарті журналу Terrorizer. Після цього до гурту приєдналися ще три учасниці, серед яких дві танцівниці.
У 2009 році вийшов третій студійний альбом групи під назвою The Island of the Damned, який містить нові записи та перезаписані версії чотирьох пісень із демо. Різноманітний музичний стиль гурту описується гуртом як «поєднання електроніки та гітар», і вони прагнуть «об’єднати різні стилі». 

## Дискографія
- 1999: No Reflections (демо-альбом)
- 2002: Lesbian Vampyres from Outer Space
- 2004: Creepy Crawlies
- 2009: The Island of the Damned